# Кругленьке (Курська область)
Кругленьке (рос. Кругленькое) — присілок в Суджанському районі Курської області Російської Федерації.
Населення становить 3 особи. Входить до складу муніципального утворення Малолокнянська сільрада.

## Історія
Населений пункт розташований на території українського етнічного та культурного краю Східна Слобожанщина.
Від 2004 року входить до складу муніципального утворення Малолокнянська сільрада.
У першій половині серпня 2024 року під час боїв у Курській області село було взято під контроль українськими військами.

## Населення
| 2002 | 2010 |
| ---- | ---- |
| 65   | ↘3   |